# Полісульфіди натрію
Полісульфі́ди на́трію — неорганічні сполуки металу натрію зі сіркою, жовто-бурі кристали з формулою {\displaystyle {\ce {Na2S_{n}}}} де n=2-7.

## Отримання
- Сплавленням сульфіду натрію зі сіркою отримують суміш полісульфідів:

{\displaystyle {\mathsf {Na_{2}S+{\mathit {n}}S\ {\xrightarrow {\tau ^{o}C}}\ Na_{2}S_{{\mathit {n}}+1}}}}
На результат можна впливати кількістю сірки і температурою реакції: при 600 °С виходить {\displaystyle {\ce {Na2S2}}}, при 400°С — {\displaystyle {\ce {Na2S4}}}, при 200°С — {\displaystyle {\ce {Na2S5}}}.
- Також можна провести синтез безпосередньо з елементів у рідкому аміаку:

{\displaystyle {\mathsf {2Na+{\mathit {n}}S\ {\xrightarrow {-30^{o}C}}\ Na_{2}S_{\mathit {n}}}}}

## Фізичні властивості

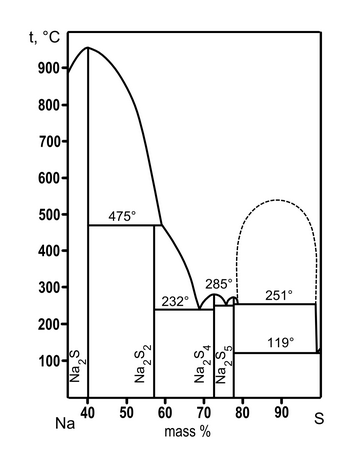
Фазова діаграма системи Na-S

Полісульфіди натрію — тверді речовини кольору від жовтого до жовто-помаранчевого. Добре розчиняються у воді, вищі полісульфіди розчиняються в етанолі.
| Полісульфід | Молярна маса | Температура плавлення (°С) |
| ----------- | ------------ | -------------------------- |
| Na2S2       | 110,11       | 445; 475; 490              |
| Na2S3·3H2O  | 196,22       | разл. 100                  |
| Na2S4       | 174,23       | 275; 285; 286              |
| Na2S5       | 206,31       | 255; 253; 260              |

## Хімічні властивості
- При кристалізації з водних розчинів утворюють кристалогідрати: {\displaystyle {\ce {Na2S2.5H2O}}}, {\displaystyle {\ce {Na2S3.3H2O}}}, {\displaystyle {\ce {Na2S3.8H2O}}}.

- За сильного нагрівання розкладаються із виділенням сірки:

{\displaystyle {\mathsf {Na_{2}S_{\mathit {n}}\ {\xrightarrow {>600^{o}C}}\ Na_{2}S+({{\mathit {n}}-1})S}}}
- Водні розчини мають лужну реакцію через гідроліз за аніоном:

{\displaystyle {\mathsf {S_{\mathit {n}}^{2-}+H_{2}O\ \rightleftarrows \ HS_{\mathit {n}}^{-}+OH^{-}}}}
- За кімнатної температури розкладаються розведеними кислотами з виділенням сірки:

{\displaystyle {\mathsf {Na_{2}S_{\mathit {n}}+2HCl\ {\xrightarrow {20^{o}C}}\ 2NaCl+H_{2}S\uparrow +({{\mathit {n}}-1})S\downarrow }}}
- За низької температури та концентрованої кислоти вдається отримати полісульфани:

{\displaystyle {\mathsf {Na_{2}S_{\mathit {n}}+2HCl\ {\xrightarrow {-15^{o}C}}\ 2NaCl+H_{2}S_{\mathit {n}}}}}
- У вологому середовищі та на світлі полісульфіди натрію окислюються киснем повітря:

{\displaystyle {\mathsf {2Na_{2}S_{\mathit {n}}+2H_{2}O+O_{2}\ {\xrightarrow {\ }}\ 4NaOH+2{\mathit {n}}S}}}
- Без води реакція окислення йде інакше:

{\displaystyle {\mathsf {2Na_{2}S_{\mathit {n}}+3O_{2}\ {\xrightarrow {\ }}\ 2Na_{2}S_{2}O_{3}+(2{\mathit {n}}-4)S}}}

## Застосування
- Для сульфідування сталевих та чавунних виробів.
- Для отримання сірчистих барвників.
- Синтез полісульфідних каучуків.
- Як компонент складів для обробки шкір.
- Як реагент при флотаційному розділенні сумішей.
- Як інсектофунгіциди.
- В аналітичній хімії.